# 岡本麻見
岡本麻見（1974年12月22日—），日本女性前配音員、旁白。出身於東京都。身高153cm。A型血。

## 簡介
現為自由身，以前經歷青二Production、Troubadour音樂事務所。
為人熟悉的代表配音作品是遊戲改編動畫《青澀之戀》的星野明日香、《AIR》的霧島佳乃、《Milky Season》的森下潤未。

### 人物
有1個妹妹。從小喜歡唱歌，因此曾經加入兒童劇團，直到在配音業界出道為止。
1997年1月19日，大學畢業之前的岡本在遊戲《青澀之戀》擔任星野明日香的配音，成為她在配音業界的出道作。
在同名遊戲之中與同時期出道的岡田純子、鈴木麗子、今野宏美、牧島有希、西口有香共6人並稱「兔子組」（所屬經紀公司都是Marcus）。另外和同行牧島關係不錯，兩人曾經一起飼養過小動物。至今2人彼此不分公私場合持續進行交流與聯繫。
除了參演《青澀之戀》之外，岡本還有在另一款戀愛遊戲《卒業》系列參演，而且是唯一在該遊戲舞台設定的學校－清華女子高等學校中一人分飾二角。
2018年1月，於自身配音出道作品《青澀之戀》誕生20週年活動中，與以前一起再同名作品合作的豐嶋真千子、西口等人以SG Girl's成員身分久違再次相聚，同年8月由岡本她親自提出「青澀20th企劃」的主題名稱，不過本人並未出席這場企劃活動（與牧島和已經退休的小田美智子3人均未出席）。

## 演出作品
※粗體字表示說明飾演的主要角色。

### 電視動畫
1998年
- 青澀之戀（星野明日香）

2000年
- 銀河冒險戰記（B）

2003年
- 動畫古典文學館（女房）
- 激鬥戰車Nitro（日语：クラッシュギアNitro）（BB 等）

2005年
- AIR（霧島佳乃）[3]

2007年
- 悲慘世界 少女珂賽特（瑪麗、小孩）

2008年
- 波菲的漫長旅程（克莉絲黛兒）

### 網路動畫
- （女子A）

### 遊戲
1997年
- 卒業Vacation（伊東由紀惠）

1998年
- 青澀之戀（星野明日香）
- 卒業III ～Wedding Bell～（カウ·ベル）

2000年
- 人偶情緣2 Chu！（上野）
- 青澀之戀2（星野明日香）

2001年
- AIR（霧島佳乃）

2002年
- Milky Season（日语：Milky Season）（森下潤未）
- （荷莉）

### 廣播劇CD
年份不詳
- Milky Season Pair Collection Vol.2 立花真白&森下潤未（日语：Milky Season）（森下潤未）

2001年
- 時空幻境幻想傳奇變裝迷宮（日语：テイルズ オブ ファンタジア なりきりダンジョン） -月之章-（泰瑞莎）

### 旁白
- saku saku（日语：saku saku）（tvk）